# Santa Cruz Warriors 2017-2018
La stagione 2017-18 dei Santa Cruz Warriors fu la 12ª nella NBA D-League per la franchigia.
I Santa Cruz Warriors arrivarono terzi nella Pacific Division con un record di 27-27, non qualificandosi per i play-off.

## Roster
| N° | Naz.                   | Ruolo | Sportivo           | Anno | Alt. | Peso |
| -- | ---------------------- | ----- | ------------------ | ---- | ---- | ---- |
| 0  | Stati Uniti (bandiera) | A     | Quinton Chievous   | 1992 | 198  | 102  |
| 0  | Stati Uniti (bandiera) | G     | Alex Hamilton      | 1993 | 193  | 88   |
| 1  | Stati Uniti (bandiera) | G     | Raven Lee          | 1993 | 191  | 79   |
| 1  | Stati Uniti (bandiera) | A     | Winston Shepard    | 1993 | 203  | 95   |
| 2  | Stati Uniti (bandiera) | A     | Jordan Bell        | 1995 | 203  | 98   |
| 3  | Stati Uniti (bandiera) | GA    | Damion Lee         | 1992 | 198  | 95   |
| 4  | Stati Uniti (bandiera) | G     | Antonius Cleveland | 1994 | 198  | 90   |
| 4  | Stati Uniti (bandiera) | G     | Jeremy Pargo       | 1986 | 188  | 99   |
| 6  | Stati Uniti (bandiera) | A     | Terrence Jones     | 1992 | 206  | 114  |
| 7  | Stati Uniti (bandiera) | A     | Cleanthony Early   | 1991 | 203  | 95   |
| 9  | Stati Uniti (bandiera) | G     | Avry Holmes        | 1994 | 188  | 88   |
| 12 | Stati Uniti (bandiera) | G     | Quinn Cook         | 1993 | 188  | 81   |
| 15 | Stati Uniti (bandiera) | C     | Damian Jones       | 1995 | 213  | 111  |
| 21 | Stati Uniti (bandiera) | A     | Najeal Young       | 1994 | 198  | 98   |
| 22 | Nigeria (bandiera)     | GA    | Michael Gbinije    | 1992 | 201  | 91   |
| 25 | Canada (bandiera)      | A     | Chris Boucher      | 1993 | 208  | 91   |
| 31 | Stati Uniti (bandiera) | A     | Georges Niang      | 1993 | 203  | 104  |
| 32 | Stati Uniti (bandiera) | C     | Trevor Thompson    | 1994 | 213  | 113  |
| 33 | Stati Uniti (bandiera) | G     | C.J. Wilcox        | 1990 | 196  | 88   |
| 40 | Stati Uniti (bandiera) | G     | Patrick McCaw      | 1995 | 201  | 84   |
| 40 | Porto Rico (bandiera)  | A     | Kevin Young        | 1990 | 203  | 90   |
| 43 | Stati Uniti (bandiera) | A     | James Southerland  | 1990 | 203  | 100  |
| 55 | Stati Uniti (bandiera) | G     | Jabari Brown       | 1992 | 193  | 92   |

## Staff tecnico
- Allenatore: Aaron Miles
- Vice-allenatore: Michael Lee, Kris Weems